# Tree and Leaf
Tree and Leaf is een klein boekje gepubliceerd in 1964 dat twee werken bevat van de Britse hoogleraar J.R.R. Tolkien:
- een gewijzigde versie van het essay Over Sprookjesverhalen (oorspronkelijk gepubliceerd in 1947 in Essays Presented to Charles Williams);
- een allegorisch kortverhaal genaamd Leaf by Niggle (oorspronkelijk gepubliceerd in de Dublin Review in 1945).

Het boekje werd geïllustreerd door Pauline Baynes.
Tolkiens gedicht Mythopoeia werd toegevoegd aan de 1988-editie van het boek.
Beide werken werden in 1966 heruitgegeven in de collectie The Tolkien Reader. Ze verschenen ook in diverse andere collecties.